# Glypta lata
Glypta lata är en stekelart som beskrevs av Dasch 1988. Glypta lata ingår i släktet Glypta och familjen brokparasitsteklar. Inga underarter finns listade i Catalogue of Life.